# Carles Rahola i Llorens
Carles Rahola i Llorens (Cadaqués, 28 de juny de 1881 - Girona, 15 de març de 1939) fou un periodista, escriptor, historiador i polític gironí. Germà de l'editor Darius Rahola i Llorens, cosí de l'advocat Baldiri Rahola i Llorens i oncle valencià dels polítics Josep Rahola i d'Espona i Frederic Rahola i d'Espona, com també parent de la periodista i política Pilar Rahola i d'en Pere Rahola, ministre de Marina de la República durant el bienni conservador, junt amb la CEDA.

## Biografia
Carles Rahola va néixer a Cadaqués. Era el petit dels cinc fills de Ferran Rahola i Verdaguer (Cadaqués, 1837) i Carolina Llorens i Palau; quan aquest va tenir tres anys, s'instal·laren a Girona. Ferran Rahola tenia una impremta, que passà a mans del seu fill Darius (1868-1940). En aquesta impremta s'editava el diari republicà federal El autonomista (més endavant, L'autonomista), en el qual Carles Rahola va començar a publicar articles. Rahola havia començat a treballar com a escrivent a la Diputació de Girona. S'inicià en el món literari a l'entorn d'un grup de joves intel·lectuals del qual formaven part Xavier Monsalvatje, Prudenci Bertrana, Miquel de Palol, entre d'altres. El 1925 va participar en la primera guia literària de la Costa Brava, sota el títol d'Àlbum-guia La Costa Brava, impulsada per l'Ateneu Empordanès de Barcelona. Tot i que no milità en cap partit polític, el 1932 va arribar a ser el màxim representant del govern català a les comarques de Girona, com a delegat de la Generalitat.
Casat amb Rosa Auguet i Farró va tenir tres fills: Ferran, Maria i Carolina. Rahola va morir assassinat pel règim franquista a la tàpia del cementiri de Girona el 15 de març de 1939, abans de complir els 58 anys, tot just un mes i onze dies després de l'entrada de les tropes franquistes a la ciutat. La sentència de mort del Consell de Guerra, el «III Año Triunfal» va incriminar el fet que era «Uno de los más destacados separatistas de Gerona, colaborador asiduo del diario separatista de esta localidad L'Autonomista en el que escribió artículos literarios e históricos y últimamente otros de carácter político, en los que alentaba a las masas a prolongar inútilmente su resistencia. Entre estos artículos figuran los titulados “Contra el invasor”, “Refugios y jardines” y “El heroísmo”». Va ser l'únic escriptor català que el règim franquista va condemnar a mort arran dels seus escrits.
Durant més de trenta anys del segle xx, Rahola va ser, sens dubte, un dels intel·lectuals gironins i catalans de referència, tant per la seva obra com per la seva vida. Quan es va obrir la primera biblioteca pública, el novembre de 1931, fou l'encarregat de fer la conferència inaugural. En el seu Breviari de Ciutadania (1933) hi ha un breu capítol titulat «Estimeu els llibres», on es llegeix: «El llibre ens allibera i ens fa néixer unes ales subtils en el nostre esperit». Després ho ha estat també per la seva mort. Rahola va defensar sempre els valors de la civilitat, del respecte, de la tolerància. Els seus amples coneixements i rapidesa de redacció li permeteren de convertir-se, des del 1916, en un dels col·laboradors més eficaços de l'Enciclopedia Universal Ilustrada Europeo-Americana, editada per Espasa-Calpe.

## Memòria

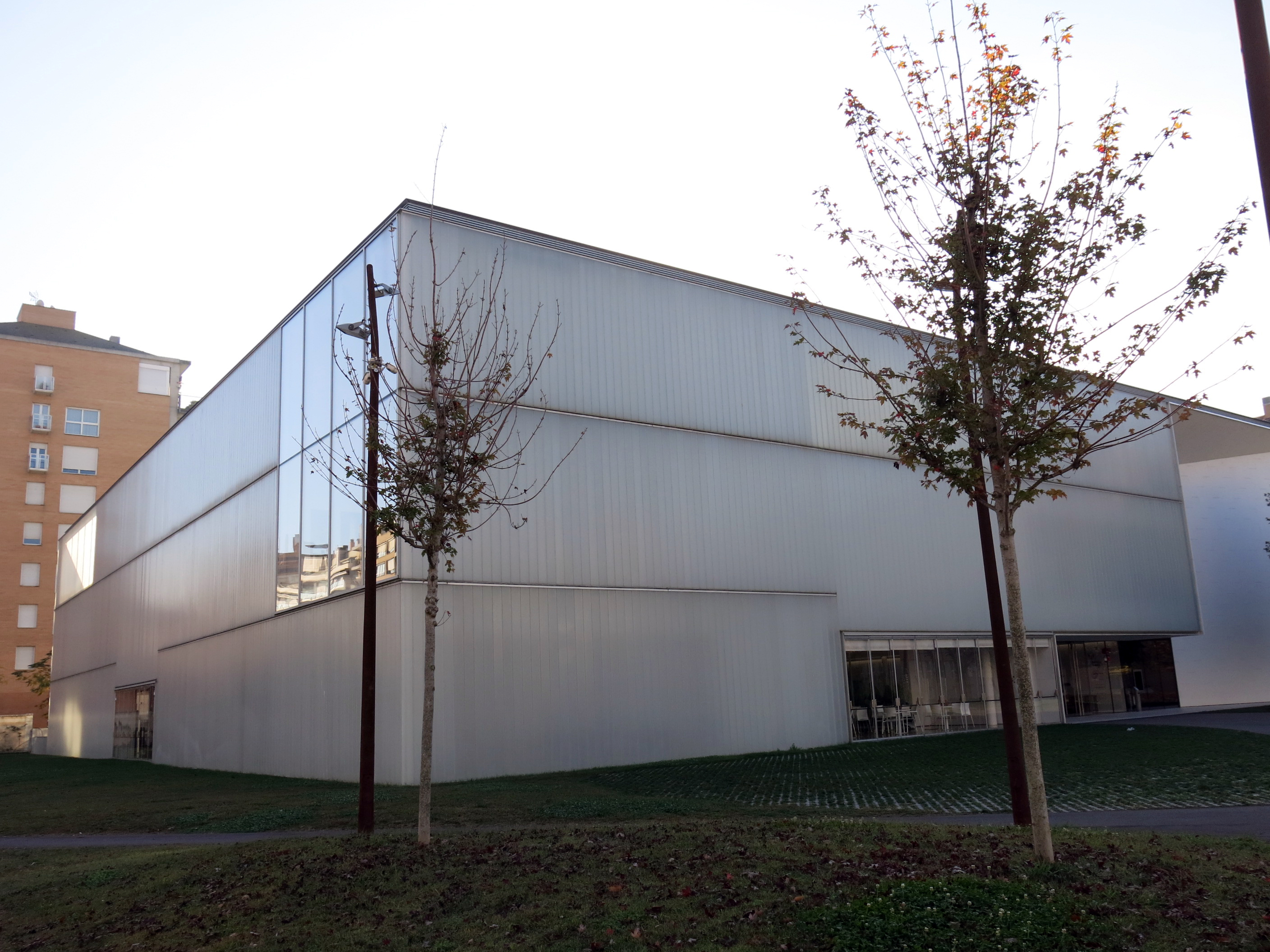
Biblioteca Pública Carles Rahola a la vila de Girona

En honor de la seva memòria un institut d'ensenyament secundari de Girona porta el seu nom i una escultura col·locada a la rambla de la Llibertat de la mateixa ciutat recorda el seu compromís cívic i polític. Es publiquen monografies biogràfiques i reculls d'articles periodístics, que queden d'actualitat (vegeu bibliografia).
La Diputació de Girona i la Demarcació de Girona del Col·legi de Periodistes de Catalunya han instaurat el 2009 el Premi Carles Rahola de Comunicació Local amb l'objectiu de reconèixer la tasca de la professió periodística a les comarques gironines.

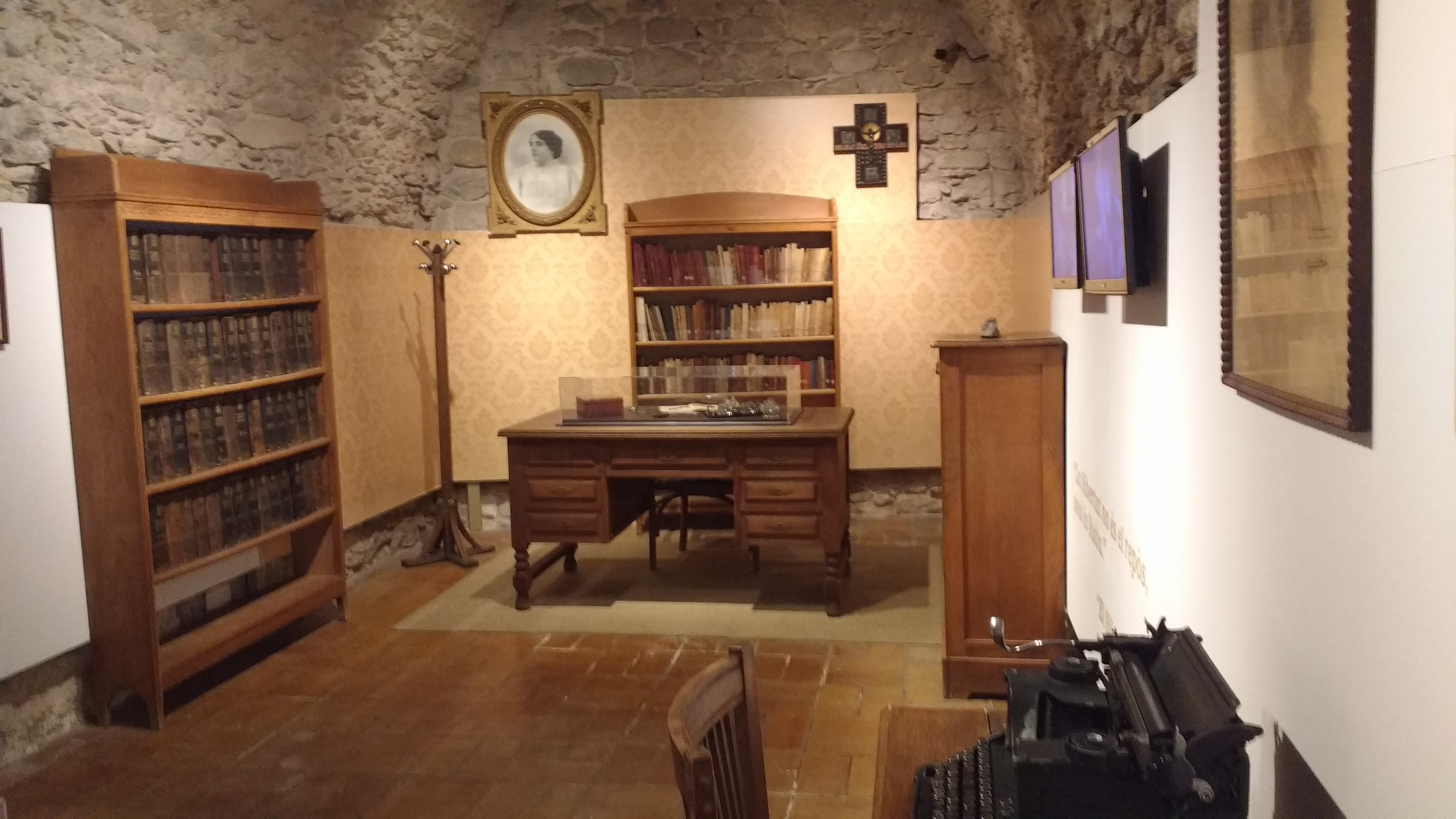
Reproducció del despatx de Carles Rahola que es troba a l'interior del Museu d'Història de Girona.

El seu poble natal Cadaqués li ha dedicat una rambla al seu nom. Un bust creat per l'escultor català Eudald de Juana, presideix aquest homenatge. Girona també li va dedicar un carrer.
L'Ajuntament de Girona ha rebut el fons documental de Carles Rahola que es conserva a l'Arxiu Municipal de Girona, i el despatx, que es conservava intacte en el seu pis de Girona, es pot contemplar al Museu d'Història de Girona. El fons està format per la correspondència emesa, la correspondència rebuda, correspondència de família i, també, per correspondència entre terceres persones recollida per Carles Rahola, els estudis i notes elaborats per ell mateix o que diversos autors li feren arribar, i part de la seva biblioteca i hemeroteca.
El 23 de desembre de 2014 obri les seves portes al públic i, uns pocs dies després el 13 de gener de 2015 s'inaugurà oficialment la magnifica Biblioteca Pública Carles Rahola, sent un gest més per honorar Carles Rahola per part de la ciutat que el va veure morir. A part de la Biblioteca Pública Carles Rahola hi ha un institut també a Girona que es diu IES Carles Rahola i Llorens.

## Opinions sobre Carles Rahola
- «L'execució de Carles Rahola és un dels episodis més traumàtics de la història de la Girona del segle xx. Aquest fet tan brutal ha eclipsat la vida d'un dels intel·lectuals més complets que hi ha hagut a la ciutat. Se'l pot definir com a periodista i historiador, però també com a escriptor, conferenciant i activista cultural. Una de les màximes preocupacions de Rahola al llarg de tota la seva vida va ser la de fer arribar la cultura a la ciutadania, tot i que això el va portar a perdre el favor d'Eugeni d'Ors. Rahola –home liberal, progressista i tolerant– va treballar per la socialització del saber des del diari familiar El Autonomista, des de l'Ateneu de Girona, que va presidir des de la seva fundació, i, especialment, a través dels seus llibres d'història, tan acuradament documentats com ben escrits.» (Xavier Carmaniu)
- «Rahola va ser un intel·lectual compromès, sobretot compromès amb l'època, amb el poble, amb la situació que li va tocar viure. Un intel·lectual conscient, que va defugir sempre l'elitisme i la pedanteria. Rahola sabia que «viure és lluitar». Però, també ens ha deixat dit en el Breviari que «el llibre ens allibera». És clar que la seva pretensió era que els seus llibres contribuïssin a aquest alliberament.» (Josep-Maria Terricabras)
- [Rahola va] «ser l'autor de nombrosos articles, pels quals va ser guardonat moltes vegades. Tres escrits, però, van ser el motiu de la seva mort. No eren els més crítics ni els més durs ni els més radicals. Van ser aquests com podien haver estat uns altres. I de la sentència es desprèn que els membres del tribunal i el jutge militar instructor ni se'ls van llegir. Són «Contra l'invasor», «Refugis i jardins» i «L'heroisme», tots publicats el 1938.» (Anna Puig)[3]
- «Amb la seva mort Girona va perdre un dels seus fills més il·lustres, pare de família i home bo, que va destacar per la seva visió pacifista i conciliadora.»[13]

## Obra publicada
Els tres articles que van suscitar les ires del Consell de Guerra: «Contra l'invasor», «Refugis i jardins» i «L'heroisme».
| «                                                               | Els alemanys, junt amb els italians, es dediquen avui a la destrucció metòdica, científica i sistemàtica de Catalunya i les altres terres germanes. I avui, com ahir, la nostra esperança d'alliberament és ferma i fervorosa. Els invasors seran foragitats de Catalunya, com ho foren de la pacífica Bèlgica, i la nostra terra tornarà a ésser, sota la República, en la pau i el treball, senyora de la seva llibertat i els seus destins. | » |
| — Carles Rahola, «L'Heroisme», L'Autonomista, 6 d'agost de 1938 | |   |

La seva obra, especialment la de caràcter històric, fou molt reconeguda, no només a Catalunya, sinó també arreu d'Espanya i a França. I molts conserven tota la seva vigència.
- Pequeños ensayos (1905)
- Guyau, el filòsof de la solidaritat humana (1909)
- El Llibre de l'August d'Alzina (1909)
- En Ramon Muntaner. L'home. La Crònica (1922)
- La dominació napoleònica a Girona (1922)
- Girona en l'antiguitat (1922)
- L'Empordà a la Crònica d'En Muntaner (1925)
- Girona (1925)
- Els emigrants polítics en la Història (1926)
- Gerona (1927)
- Proses històriques (1927), premi extraordinari de la Copa Artística als Jocs Florals de Barcelona
- Poemets en prosa. D'un llibre inèdit (1928), presentat als Jocs Florals de Barcelona
- Anatole France i la seva obra (1928)
- L'amor al llibre i els grans amics del llibre (1928)
- Els jueus a Catalunya (1929)
- La ciutat de Girona (1929 i 1930), en 2 volums, Premi d'Història Botet-Monsalvatge
- Vides heroiques (1932), premi de la Comissaria Delegada de la Generalitat de Catalunya
- Antologia de poetes i prosistes catalans (1933)
- Breviari de ciutadania (1933)
- La pena de mort a Girona (1934) D'aquest llibre prové la frase que hi ha gravada en el monòlit que el recorda a l'inici de la rambla de Girona:

| « | Que no torni a aixecar-se el patíbul en el clos august de la nostra noble i estimada Girona ni qualsevol altre indret del món. | » |

- Contra l'invasor. Recull d'articles a l'Autonomista (1900-1938) edició a cura de Rosa Maria Oliveras i Castanyer i Lídia Traveria i Riba (2007).[15]
- Girona i Napoleó, un recull exhaustiu d'articles sobre la Guerra del francès, edició i assaig introductori de Lluís M. de Puig[16]
- Breviari de ciutadania — La pena de mort a Girona reedició amb estudi preliminar de Josep-Maria Terricabras (2009).[17]